# This Means War (chanson de Nickelback)
Pour les articles homonymes, voir This Means War.
Singles de Nickelback
Bottoms Up
(2011) Lullaby
(2012)
This Means War est le 31e single du groupe canadien de metal alternatif Nickelback et le troisième de l'album Here and Now, sorti en 2011.

## Liste des chansons
| 1.   | This Means War | 3:20 |
| 3:20 |                |      |

## Classements
| Classement (2012)            | Meilleure position |
| ---------------------------- | ------------------ |
| États-Unis (Hot Rock Songs)  | 18                 |
| États-Unis (Mainstream Rock) | 6                  |